# 1991年太平洋颱風季
| 太平洋颱風季             |
| 主題頁 - 專題 - 編輯指南 |

1991年太平洋颱風季泛指在1991年全年內的任何時間，於赤道以北及國際換日線以西的太平洋水域，以及南中國海所產生的熱帶氣旋。雖然有關方面並沒有設下本颱風季的指定期限，但大部份於西北太平洋的熱帶氣旋通常都會於五月至十二月期間形成。
本條目的範圍僅侷限於赤道以北及國際換日線以西的太平洋及南海的水域。於赤道以北及國際換日線以東的太平洋水域產生的風暴則被稱為颶風，並被列入1991
以下各熱帶氣旋資訊以熱帶氣旋存在期間的最強形態為準。

## 已被國際命名的熱帶氣旋

### 強烈熱帶風暴莎朗 (Sharon)
PAGASA: Auring

### 熱帶風暴雲妮莎 (Vanessa)
PAGASA: Bebeng

### 颱風和路迪 (Walt)
PAGASA: Karing

### 颱風容雅 (Yunya)
PAGASA: Diding
受皮納圖博火山爆發影響而迅速減弱，喷发期间喷出的火山灰猛烈的上升气流及风切给台风容雅结构造成对流衰减，台风中心几乎裸露;影响期间使当地灾情雪上加霜。16日凌晨2点日本气象厅降格为热带低气压并出海，转向东北方偏北移动至台湾东南近海，之后6月17号15时日本气象厅认为容雅已完全消散。是自有記錄以來唯一受火山爆發影響而迅速減弱的熱帶氣旋。

### 颱風滭奇 (Zeke)
PAGASA: Etang
 英屬香港
當地懸掛最高風球信號： 三號強風信號
天文台於7月13日上午11時50分懸掛一號戒備信號，當時滭奇集結於香港之以南約640公里。天文台總部於下午5時及6時錄得最低瞬時海平面氣壓1003.4百帕斯卡。晚間離岸開始吹強風，天文台於晚上10時40分懸掛三號強風信號，當時滭奇位於香港西南偏南約520公里，亦最接近香港。當滭奇在海南登陸後，香港風力減弱。所有信號於7月13日2時8分除下。
香港於7月12日大致多雲，有驟雨。隨後兩日仍然有雨，該兩日黃昏有狂風雷暴。隨着滭奇在越南北部消散，7月15日驟雨減少。7月16日天氣進一步好轉，有陽光。

### 颱風艾美 (Amy)
PAGASA: Gening

### 強烈熱帶風暴布倫登 (Brendan)
PAGASA: Helming
是澳門自1956年有熱帶氣旋信號紀錄至今，第一次導致懸掛十號風球但香港只懸掛九號或以下風球的熱帶氣旋（另一次是2020年正面吹襲港澳兩地的颱風海高斯）。

### 颱風嘉蓮 (Caitlin)
PAGASA: Ising

### 颱風愛麗 (Ellie)
PAGASA: Mameng

### 颱風法雷德 (Fred)
PAGASA: Luding
 英屬香港
當地懸掛最高風球信號： 三號強風信號
香港於8月13日晚上11時45分懸掛一號戒備信號，當時法雷德集結於香港之東南約630公里。初時吹輕微偏東風，翌日黃昏轉吹和緩東北風。天文台於8月14日晚上7時10分改掛三號強風信號，當時法雷德集結於香港之東南約360公里。東北風在8月15日顯著增強。維多利亞港內普遍受強風至接近烈風吹襲，法雷基的螺旋雨帶亦間中帶來猛烈狂風。部份高地及離岸間中吹暴風，離岸尤其大浪。法雷基於下午3時左右最接近香港，當時位於香港之西南偏南約210公里。天文台同時錄得最低瞬時海平面氣壓997.4百帕斯卡。隨著法雷德增強為颱風。本港風力開始顯著增強，維多利亞港內受強風吹襲，而法雷德外圍雨帶間中帶來的強烈狂風導致離岸及高地普遍受烈風影響，而海面亦有非常大浪，據報浪高達到十米。其後，法雷德採取西南偏西方向移動逐漸遠離香港，所以信號於8月16日清晨5時正除下，當時法雷德集結於香港之西南約400公里之海南島北部沿岸附近。隨着法雷德移離，維多利亞港內仍然吹清勁偏東風，離岸間中吹強風。8月13日晚天晴。8月14日下午後期開始有狂風驟雨及雷暴。天氣於8月15日及16日繼續轉壞，間中有狂風大雨。雨在8月17日逐漸消失，翌日轉晴。

### 熱帶風暴喬爾 (Joel)
PAGASA: Neneng
 英屬香港
當地懸掛最高風球信號： 三號強風信號
天文台於9月3日晚上9時45分懸掛一號戒備信號，當時喬爾集結於香港之東南約540公里。初時吹微風，主要是偏東風，但在9月4日黃昏轉吹清勁東北風。天文台於晚上10時30分改掛三號強風信號，當時喬爾集結於香港之東南偏南約210公里。隨着喬爾於9月5日轉向廣東東部沿岸，離岸吹強風，維多利亞港亦在9月6日黃昏開始普遍吹強風。喬爾於9月7日凌晨1時左右最接近香港，當時位於香港之東北約110公里的廣東。天文台總部於兩小時後錄得最低瞬時海平面氣壓993.5百帕斯卡。隨着喬爾在內陸繼續減弱，所有信號於早上9時30分除下。
香港在9月3日天晴。翌日轉為多雲，間中有微雨，黃昏有雷暴。隨後一兩日（尤其9月6日）雨勢變得較為頻密。雖然喬爾於9月7日消散，但與其殘餘相關的雨帶繼續影響香港至9月8日早上。

### 颱風密瑞兒 (Mireille)
PAGASA: Oniang

### 颱風納德 (Nat)
PAGASA: Pepang
納德於台灣恆春西南方海面形成後先向西行進，至東沙島附近，返轉向東行，至宮古島南方，又轉西北撲向台灣於23日凌晨7時登陸屏東縣恆春半島，並迅速穿越恆春半島繼續以西轉西南方向離去，並減弱為熱帶低壓。台灣東、南部受災嚴重，多處山區山洪瀑發，尤在南迴公路多良段瀧橋旁嚴重坍方，造成多輛汽車掩埋損毁、人員傷亡。另臺南、屏東、臺東部分沿海地區曾發生海水倒灌，而蘭嶼更是近10年來受災最大的一次。28日晚間在菲律賓呂宋島西方海面再度增強為颱風，向北行進進入巴士海峽至東沙島東北方近海，轉向西北後，在中國廣東省潮州市饒平縣柘林鎮登陸，解除對台灣的威脅。台灣花蓮、臺東地區受到回撲的耐特颱風外圍環流影響，一度豪雨，又造成山洪爆發，農作物受損嚴重。

### 颱風奧潔 (Orchid)
PAGASA: Rosing

### 颱風露芺 (Ruth)
PAGASA: Sendang

### 颱風賽斯 (Seth)
PAGASA: Trining

### 熱帶風暴黛瑪 (Thelma)
PAGASA: Uring

### 熱帶風暴維爾達 (Wilda)
PAGASA: Warling

### 颱風尤瑞 (Yuri)
尤瑞於11月22日起初該系統緩速移動且逐漸增強為一熱帶風暴，因而被命名為「尤瑞」，11月24日在楚克島東方約1050公里之海面上時，威力即已達颱風級別。11月26日開始採取偏西路徑，翌晨尤瑞即於生命期巔峰，根據日本氣象廳所測得之風力數據表示，其十分鐘近中心最大持续风速達到了每小時220公里。11月27日晚間行經關島南南西方約140公里之海面上。11月29日之後轉為北上，隔日穩定往東北方向加快行進，受環境轉差影響而於12月1日即轉化為一溫帶氣旋。

## 熱帶氣旋名單
| - Angela - Brian - Colleen - Dan - Elsie - Forrest - Gay - Hunt - Irma - Jack - Koryn - Lewis - Marian - Nathan - Ofelia - Percy - Robyn - Steve - Tasha - Vernon - Winona - Yancy - Zola | - Abe - Becky - Cecil - Dot - Ed - Flo - Gene - Hattie - Ira - Jeana - Kyle - Lola - Manny - Nell - Owen - Page - Russ - Sharon 1W - Tim 2W - Vanessa 3W - Walt 4W - Yunya 5W - Zeke 6W | - Amy 7W - Brendan 8W - Caitlin 9W - Doug 10W - Ellie 11W - Fred 12W - Gladys 14W - Harry 16W - Ivy 17W - Joel 18W - Kinna 19W - Luke 20W - Mireille 21W - Nat 22W - Orchid 23W - Pat 24W - Ruth 25W - Seth 26W - Thelma 28W - Verne 29W - Wilda 30W - Yuri 31W - Zelda 32W | - Axel - Bobbi - Chuck - Deanna - Eli - Faye - Gary - Helen - Irving - Janis - Kent - Lois - Mark - Nina - Omar - Polly - Ryan - Sibyl - Ted - Val - Ward - Yvette - Zack |